# Gotland-klass
Gotland-klass är en svensk fartygsklass omfattande tre ubåtar som tillverkas av Saab Kockums i Malmö. HMS Gotland, HMS Halland och HMS Uppland ingår i klassen.

## Prestanda i världsklass
De bygger i allt väsentligt på ubåt typ Västergötland, men med en hel del förbättringar. Ubåtstypen har två diesel- och två Stirlingmotorer vilket ger luftoberoende och fördubblad uthållighet jämfört med tidigare ubåtstyper. Tornet är likadant som Näcken-klassens. För passiv spaning är ubåten utrustad med cirkulär sonar och en flankmonterad hydrofonantenn, FAS. Beväpningen består av fyra torpedtuber (53 cm) och två torpedtuber (40 cm), numera laddade med tung Torped 62 och lätt Torped 47. Ubåtarna kan också medföra minor. Serietillverkad beräknades en nyckelfärdig A19 kosta 500-600 miljoner kronor i 1987 års penningvärde.

## Halvtidsmodifiering (HTM)
Samtliga ubåtar i Gotlandklassen och HMS Södermanland fick nytt ledningssystem SESUB960 åren 2010–2013.
Kockums fick i december 2007 uppdraget att utveckla nästa generation av ubåtar som gick under arbetsnamnet A26. I vårbudgeten för 2010 meddelade Regeringen Reinfeldt att ekonomiska medel avsätts för att anskaffa två stycken ubåtar av just denna typ för leverans 2018–2019, för att då ersätta de två ubåtarna av Södermanland-klass. Vidare kommer två stycken ubåtar av Gotland-klass halvtidsmodifieras, för att behålla den operativa förmågan. I mars 2022 meddelade Försvarsmakten att även HMS Halland kommer få en halvtidsmodifiering. Detta betyder att alla tre ubåtar fortsätter vara operativa.

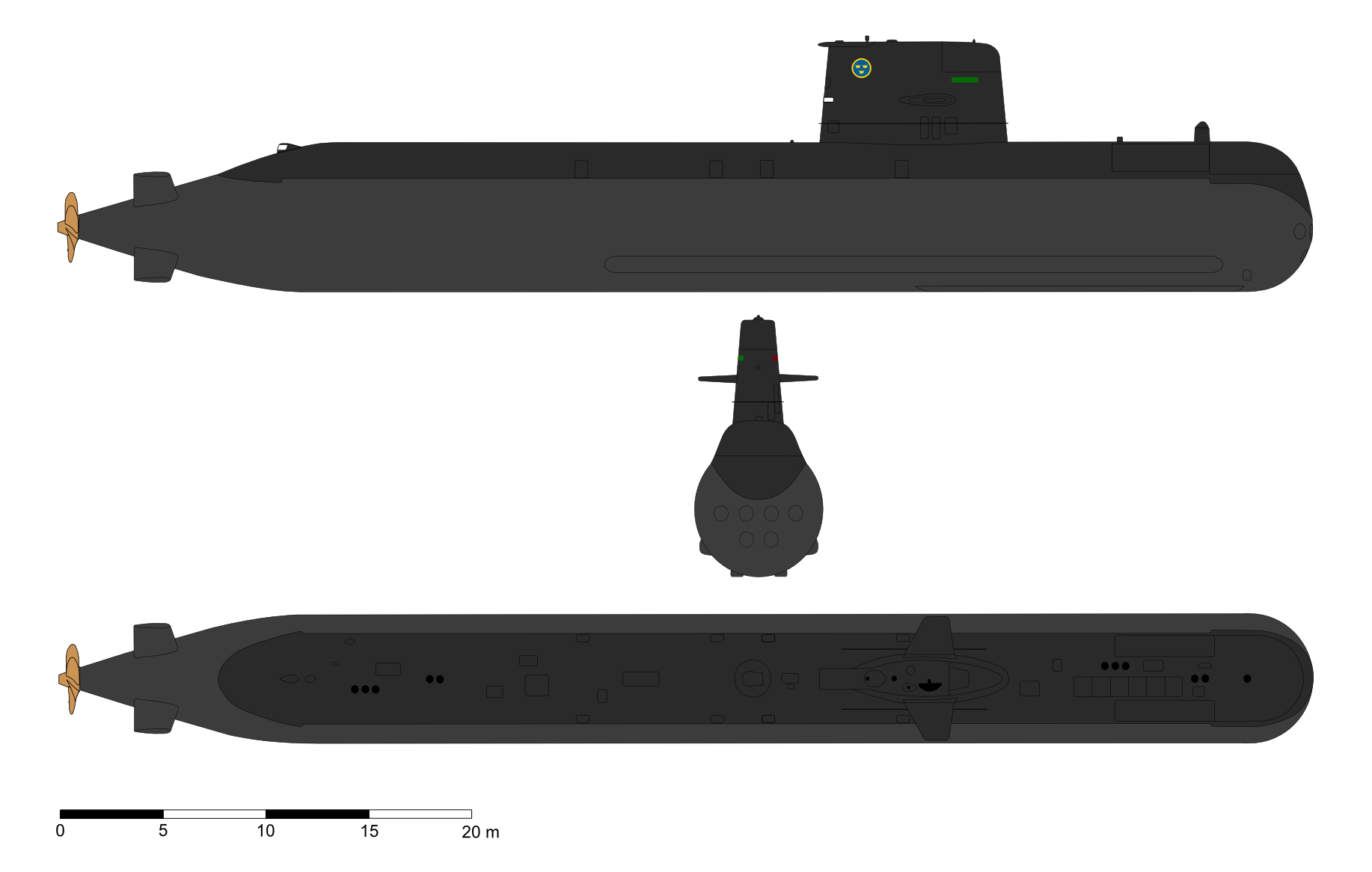
Ritning av båtarna i klassen.

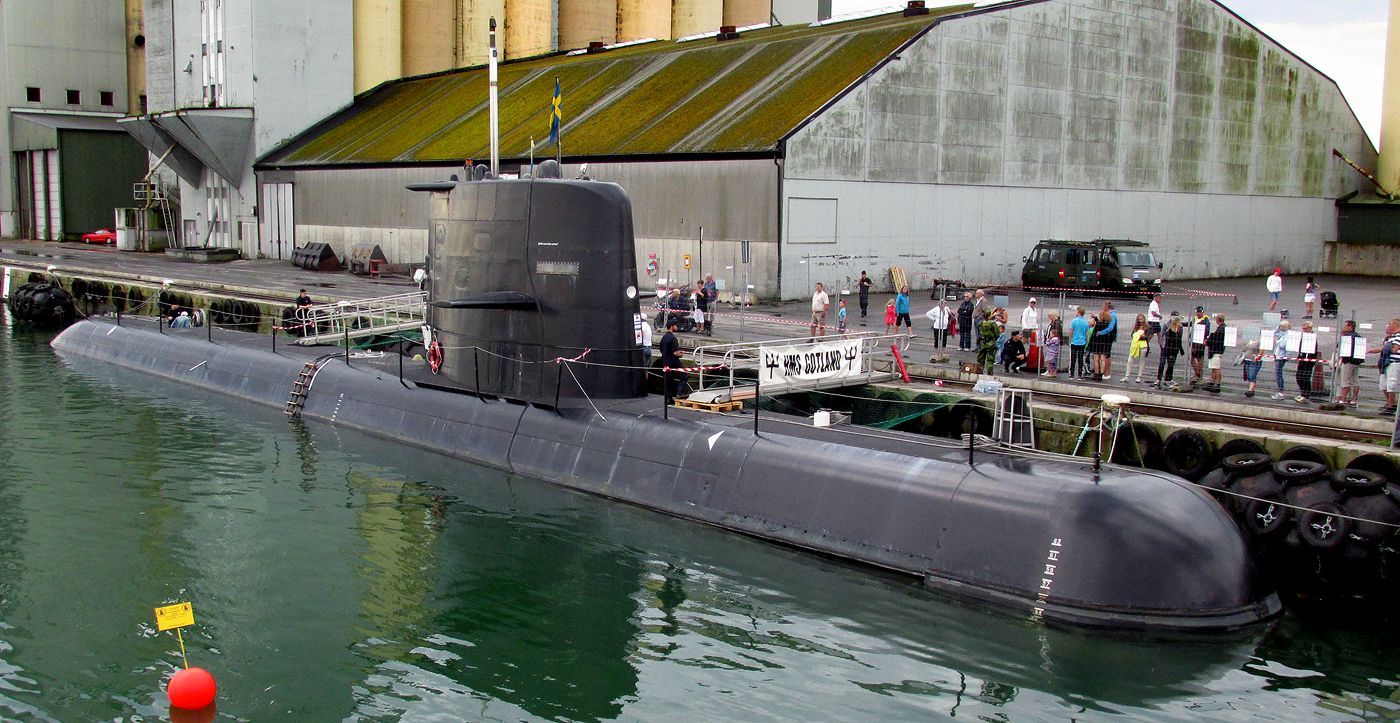
HMS Gotland på besök i Ystad 8 augusti 2015.